# Schloss Heroldeck

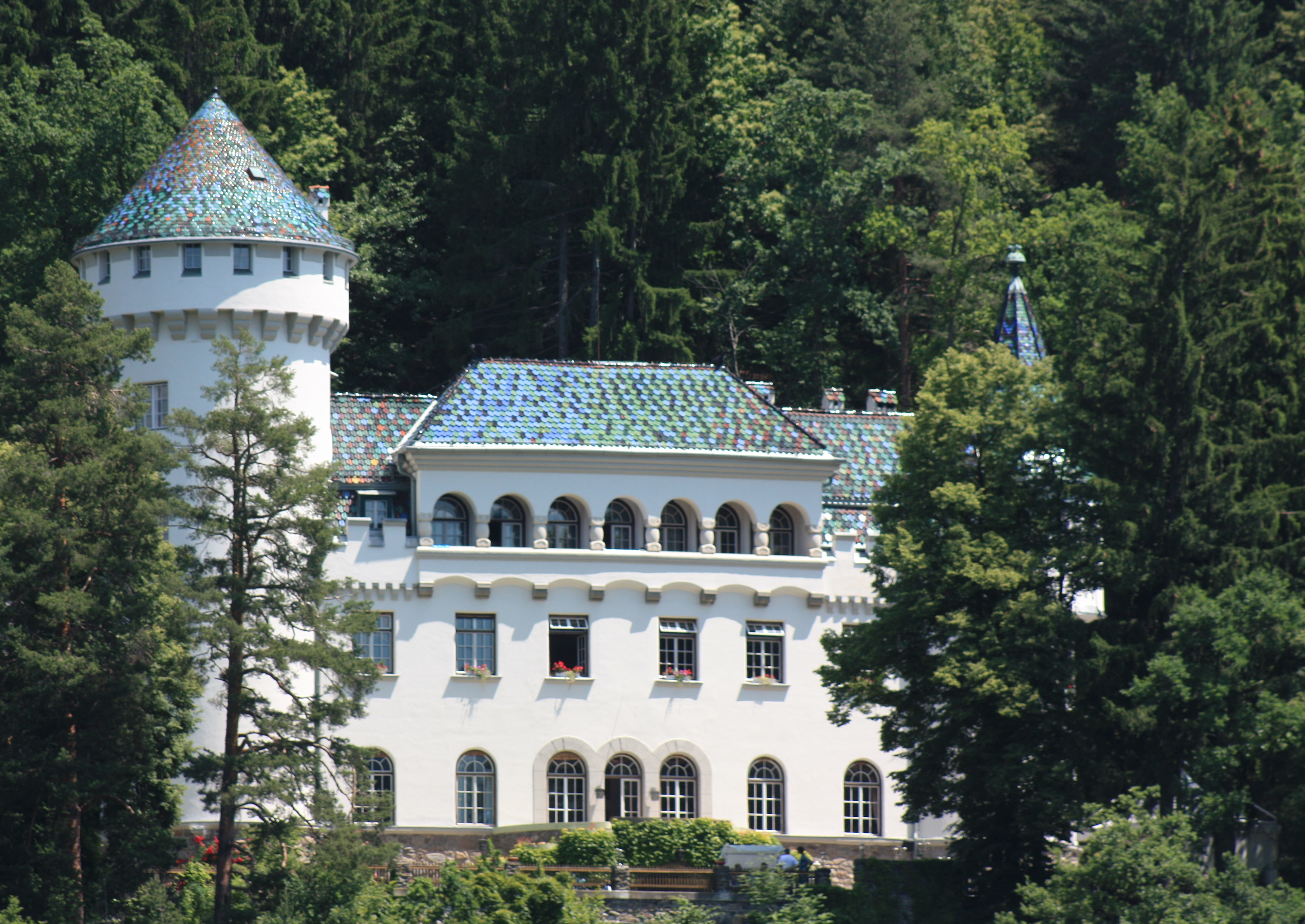
Schloss Heroldeck

Schloss Heroldeck steht in der Marktgemeinde Millstatt am See im Bezirk Spittal an der Drau in Kärnten. Das Schloss steht unter Denkmalschutz (Listeneintrag).

## Geschichte
Das Schloss wurde 1912 nach den Plänen der Architekten Hans Prutscher und Anton Lerchbaumer für den Wiener Papierfabrikanten Ludwig Friedrich Musil Edler von Möllenbruck als Sommersitz erbaut.
Die Familie musste das Schloss nach dem Anschluss Österreichs an Hitler-Deutschland für 100.000 Reichsmark an die NSDAP verkaufen. In der NS-Zeit ab 1938 diente es für den Gau Kärnten als Gauführerschule. Else Bormann, Halbschwester von Martin Bormann, lebte dort bis 1945, kurzzeitig auch Feldmarschall Albert Kesselring. Nach 1945 wurden im als Hauptquartier der britischen Truppen genutzten Schloss Verfahren zur Entnazifizierung durchgeführt. Danach diente es als Kinderheim.
1988 wurde es von der evangelikalen Calvary Chapel als Konferenzzentrum gekauft.

## Architektur
Das Schloss im französischen Château-Stil zeigt sich in der Tradition des Historismus mit neoromanischen und sezessionistisch-expressiven Elementen.